# حمر (إب)
حمر هي إحدى قرى الجمهورية اليمنية. تتبع جغرافيا لمحافظة إب وإداريًا لمديرية العدين. يبلغ تعداد سكانها 3831 نسمة حسب الإحصاء الذي أجري عام 2004.